# Slapp Happy
Slapp Happy — англо-германский музыкальный коллектив в составе: Энтони Мур (клавишные), Петер Блегвад (гитара) и Дагмар Краузе (вокал), образовавшийся в Гамбурге в 1972 году и исполнявший экспериментальную поп-музыку с элементами рок-авангарда, насыщенную джазовыми и ретро-мотивами (танго, босса нова и т.д). Особое внимание критика обращала на литературные, интеллигентные тексты песен, и оригинальный вокальный стиль Краузе, отмеченный необычным для англо-американского рынка германским акцентом.
В 1974 году музыканты переехали в Англию, где некоторое время выступали с участниками Henry Cow. Вскоре союз распался и Slapp Happy прекратили своё существование (хотя Краузе продолжала выступать с Henry Cow вплоть до 1980 года). Начиная с 1982 коллектив трижды воссоединялся: для совместной работы над оперой, записи нового CD и концертного тура по Японии.

## История группы
Slapp Happy образовались в Гамбурге в 1972 году, когда Дагмар Краузе, к этому времени уже была известная фолк-исполнительница, участница группы City Preachers, познакомилась с британским композитором, создателем экспериментальной музыки Энтони Муром, имевшим в послужном списке два сольных альбома, Pieces (Cloudland Ballroom Records) и Secrets of the Blue Bag (Polydor). После того, как записывающая компания отвергла материал третьего альбома Мура, он решил создать поп-проект и пригласил к участию Краузе (которая была к этому времени его подругой, а позже стала женой), а также уроженца Нью-Йорка, гитариста Питера Блегвада. К моменту образования трио у Краузе были проблемы с голосом, и она не могла петь, но услышав, как поет Блегвад, согласилась стать вокалисткой.
Slapp Happy записали первый альбом Sort of… с помощью музыкантов Faust; музыку его Питер Блегвад назвал «наивным роком». Сразу же стало ясно, что о коммерческом успехе не может быть и речи: трио отказалось от концертной деятельности. Компания Polydor сначала согласилась выпустить второй альбом, потом пошла на попятную. По заказу лейбла Мур и Блегвад написали вполне традиционные поп-песни, сделав упор на изящество мелодий, но Polydor, уже когда альбом Casablanca Moon был записан, отказался его выпускать.
Тем временем в Лондоне новый лейбл Virgin Records искал экспериментальные группы. Подписав с ним контракт, Slapp happy в Manor Studios в Оксфордшире перезаписали Casablanca Moon с помощью сессионных музыкантов (под управлением скрипача Грэма Прескетта), сделав поп-альбом с экспериментальными аранжировками. Альбом вышел в 1974 году, а в 1980 году Recommended Records выпустил оригинальный вариант второго альбома Casablanca Moon, записанный с участниками Faust, озаглавив его Acnalbasac Noom: это была пластинка совершенно иного, сырого и упрощенного звучания.
В июне 1974 Slapp Happy собирались выступить с Henry Cow и Робертом Уайаттом на бесплатном концерте в Гайд-парке, но в последний момент мероприятие было отменено. 25 июня две группы записались вместе в радиопрограмме BBC Top Gear; здесь же появился Роберт Уайатт, исполнивший партии вокала и перкуссии в песне Блегвада, из альбома Casablanca Moon. Кредитованная Slapp Happy & Friends, запись появилась в 1994 году на сборнике Вайатта Flotsam Jetsam. Идея сотрудничества Slapp Happy и Henry Cow реализовалась в ноябре 1974 года, когда первые уговорили вторых аккомпанировать им в студии — сделать то, что делали Faust на двух первых альбомах.
Альбом Desperate Straights был выпущен как релиз Slapp Happy/Henry Cow. Успех этого союза удивил многих, поскольку группы на первый взгляд имели друг с другом мало общего; тем не менее, синтез рок-авангарда и ретро-поп-влияний критиками был признан удачным. Тот же сводный состав вернулся в студию в начале 1975 года и записал альбом Henry Cow In Praise of Learning, кредитованный Henry Cow/Slapp Happy. Единственным вкладом последних (помимо вокальных партий Дагмар Краузе) была песня Мура-Блегвада «War», вписавшаяся в агрессивно-политический контекст альбома.
В конечном итоге творческие разногласия музыкантов двух разных групп обострились. В апреле 1975 года Мур и Блегвад вышли из проекта: они сочли, что музыка Henry Cow для них слишком серьёзна и политически ориентирована. Краузе продолжила сотрудничество с Henry Cow (с которыми оставалась вплоть до распада группы в 1980 году): это означало распад Slapp Happy как единого коллектива.
В 1982 году Slapp Happy воссоединились и выпустили сингл «Everybody’s Slimmin'», за которым последовал первый и последний концерт — в лондонском ICA. Трио приняло участие также в совместной работе над оперой «Camera» (1991); созданная по заказу BBC, она прозвучала в эфире два года спустя. В 1998 году Slapp Happy воссоединились вновь и выпустили студийный альбом Ca Va.

## Дискография

### Альбомы
- 1972 — Sort of…Slapp Happy (Blueprint Records)
- 1974 —  Slapp Happy (Cool Sound Records; также известен как Casablanca Moon)
- 1975 — Desperate Straights (ReR)
- 1980 — Acnalbasac Noom (Cuneiform Records)
- 1998 — Ca Va (V2 Records)
- 2000 — Camera (Blueprint)
- 2001 — Live in Japan May 2000 (F.M.N. Sound Factory)